# Przegrzebkowate
Przegrzebkowate (Pectinidae) – kosmopolityczna rodzina małży nitkoskrzelnych o kolistych lub owalnych muszlach, promieniście żebrowanych, z dwoma charakterystycznymi skrzydełkami po bokach szczytów. Połówki muszli różnią się wielkością – dolna jest bardziej wypukła. Ich barwa, desenie i powierzchnia są bardzo zmienne. Rodzina obejmuje około 360 gatunków rozsiedlonych głównie w ciepłych morzach. Wiele gatunków z tej rodziny poławia się jako atrakcyjne owoce morza.
Typem nomenklatorycznym rodziny jest rodzaj Pecten. Zaliczane do niej gatunki klasyfikowane są w około 50 rodzajach zgrupowanych w kilku podrodzinach.